# Quantum Break
Quantum Break è un videogioco action-adventure del 2016, sviluppato da Remedy Entertainment e pubblicato da Microsoft in esclusiva per Xbox One e Windows.

## Trama
Il gioco è ambientato nel 2016 nell'immaginaria città di Riverport (Massachusetts), dove un esperimento sui viaggi nel tempo non ha avuto l'esito sperato; l'evento ha causato disturbi allo spazio-tempo e ha permesso anche ad alcuni uomini di manipolarlo.
Il protagonista, Jack Joyce, ha il potere di controllare il tempo e per questo motivo è perseguitato dalla Monarch Solutions, una società fondata da Paul Seréne.

## Modalità di gioco
Il gioco sfrutta il classico sistema di coperture (automatico) con visuale in terza persona. Il protagonista, Jack Joyce, ha l'abilità di controllare il tempo passando attraverso anomalie temporali e distorsioni di vario genere.

## Attori
- Shawn Ashmore: Jack Joyce
- Dominic Monaghan: William Joyce
- Aidan Gillen: Paul Seréne
- Lance Reddick: Martin Hatch
- Marshall Allman: Charlie Wincott
- Patrick Heusinger: Liam Burke
- Mimi Michaels: Fiona Miller
- Amelia Rose Blaire: Amy Ferrero
- Brooke Nevin: Emily Burke
- Courtney Hope: Beth Wilder
- Jacqueline Pinol: Sofia Amaral
- Jeannie Bolet: Kate Ogawa
- Sean Durrie: Nick Marsters

## Sviluppo
Subito dopo l'uscita di Alan Wake, Remedy iniziò a sviluppare un ipotetico Alan Wake 2. Remedy, dopo sei mesi di sviluppo, completò un prototipo da mostrare a Microsoft, publisher del primo capitolo. Sam Lake aveva molte idee innovative per Alan Wake 2, tra cui l'intenzione di inserire un serial televisivo in live action dentro il disco di gioco, la cui storia si sarebbe poi intersecata con quella della parte di gameplay. Microsoft fu entusiasta di questa idea, ma preferì, invece di creare un seguito di Alan Wake (che è di proprietà di Remedy e non di Microsoft), creare una nuova proprietà intellettuale di sua proprietà, basata sull'idea di Lake. Remedy dunque iniziò a sviluppare la nuova IP di Microsoft, ovvero Quantum Break. In questo modo Alan Wake 2 fu momentaneamente cancellato. Remedy però per non sprecare i 6 mesi di lavoro dedicati al sequel di Alan Wake, decise di riutilizzare quel prototipo per creare uno spin-off che continuasse la storia del primo capitolo. In questo modo, una piccola parte di Remedy creò dalle ceneri di Alan Wake 2 quello che poi è uscito sul mercato come Alan Wake's American Nightmare.
Il gioco venne annunciato con un trailer durante l'evento dedicato all'annuncio di Xbox One il 21 maggio 2013. Durante lo sviluppo, gli sviluppatori consultarono anche un docente che lavorò al CERN in modo tale da poter costruire una storia il più possibile plausibile secondo le leggi della fisica. Il gioco inizialmente previsto per il 2014, venne rimandato al 2015 e successivamente al 2016 per non “scontrarsi” con altre esclusive Microsoft previste per la fine del 2015 e per consentire al team di sviluppo di “pulire” il codice del gioco. Durante la Gamescom 2015 Microsoft annuncia la data d'uscita del gioco: 5 aprile 2016.
È il primo e unico videogioco di Remedy a non essere sceneggiato dal director Sam Lake.
Lake ha comunque ideato la storia e il concept, oltre ad aver supervisionato la stesura della sceneggiatura.

## Accoglienza
GameStorm.it diede al gioco un punteggio di 7,5, apprezzando la narrazione, i poteri di Jack Joyce, l'esperimento riuscito di unire un gioco e una serie TV nel medesimo prodotto e il fatto che fosse tecnicamente di alto livello, ma come contro alcune domande rimaste senza risposta nella trama, citando in particolar modo il finale, la visione degli episodi richiedeva una buona connessione alla rete, il gameplay non all'altezza e la presenza di alcune sbavature che non gli permettevano di essere un titolo perfetto.
Nel 2017 il Museo Finlandese dei Giochi (Suomen pelimuseo, dedicato anche a giochi non elettronici) lo annoverò tra i suoi primi 100 classici giochi finlandesi.